# Casa de Manannán
La Casa de Manannán (en inglés: House of Manannan; en manés, Thie Vanannan) es un museo de Peel, en la isla de Man. El museo, desarrollado en torno a la historia marítima y naval de la isla —razón por la cual recibe su nombre del dios de las mares de la mitología irlandesa, Manannán mac Lir—, se dedica a documentar, investigar y exhibir la historia celta, vikinga y marítima de la isla.

## Historia y ubicación
El museo ocupa la antigua estación de tren de Peel, originalmente construida para servir a los viajeros de la línea ferroviaria Douglas-Peel. Tras el cierre de la línea en 1968, el edificio quedó vacío hasta que en 1979 fue condicionado para acoger la famosa réplica del barco de Gokstad, el Cuervo de Odín, que en 27 de mayo de ese año zarpó de Trondheim, Noruega, y arribó a Peel el 5 de julio, llevando a bordo una tripulación de 16 marinos noruegos y maneses.
Dos décadas después, en 1997, el edificio reabrió como un museo moderno, habiendo sido renovado y ampliado con una inversión de 5,5 millones de libras esterlinas.

## Exhibiciones
El museo cuenta con varias exhibiciones permanentes que cubren la historia de la Isla de Man, desde el período celta hasta la Era Moderna, incluyendo la reconstrucción a tamaño real de una casa redonda celta y muchas piezas del siglo xix, como la réplica de la Peel Street ('calle Peel', en torno a la cual se desarrolló el municipio). Una de las atracciones que forman parte de la experiencia del museo son las historias marinas y de aventuras relacionadas con la isla y su historia.
También sigue formando parte de la exhibición permanente (siendo una de sus piezas más conocidas) el Cuervo de Odín —la réplica del barco de Gokstad, cuyo original está exhibido en el Museo de Barcos Vikingos de Oslo. Esta nave, de 15 metros de eslora, originalmente construida en Fredrikstad, Noruega, cuenta la historia de la cooperación marítima entre Noruega y la Isla de Man desde la era de los vikingos hasta la modernidad. En su viaje de 1979, atracó en el puerto de Peel el día de las celebraciones del milenio de la fundación de la Suprema Corte de Tynwald (el parlamento de la isla de Man).
En el marco de la historia naval moderna de la isla, destaca el período de la Segunda Guerra Mundial, siempre desde la experiencia manesa y como parte del extenso relato de la historia naval de la isla. En la exhibición Encuentros Navales, una reproducción del dios Manannán relata la historia (con una representación dinámica por medio del uso de focos de luz) de personajes maneses como Peter Heywood —famoso por su papel en el motín del HMS Bounty— o John Quilliam, timonel del HMS Victory —el buque insignia del almirante Horatio Nelson— en la batalla de Trafalgar (1805). Se enfatiza el hecho de que a pesar del pequeño tamaño de la isla, sus habitantes han protagonizado algunas de las hazañas navales más destacadas de la historia.
A continuación, la imagen de un viejo Harry Kinley (con su gorra de capitán) sentada en una silla cuenta la historia del barco SS Viking de la Steam Packet Company y la evacuación en 1939 de 1800 niños del muelle del puerto de San Pedro, en Guernsey.

### Exhibiciones temporales
Más allá de sus exhibiciones permanentes, la galería alberga cada año varias exhibiciones temáticas de carácter temporal. Entre ellas cabe mencionar la exposición «This is Christmas» ('Esto es Navidad'), con enfoque en las celebraciones locales de la Navidad en las décadas de 1950 a 1970.

## Galería

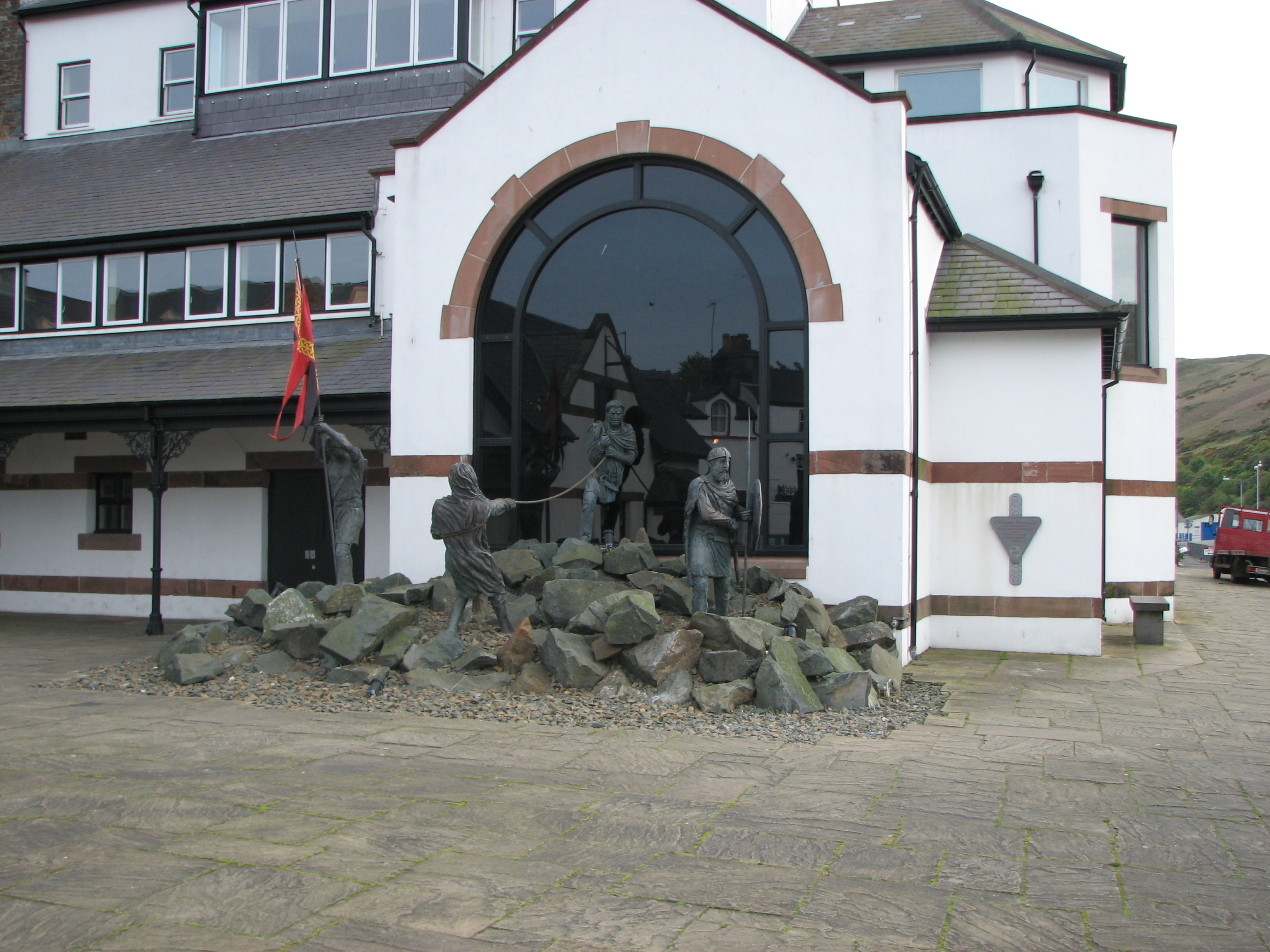
Escultura en el patio exterior del museo.
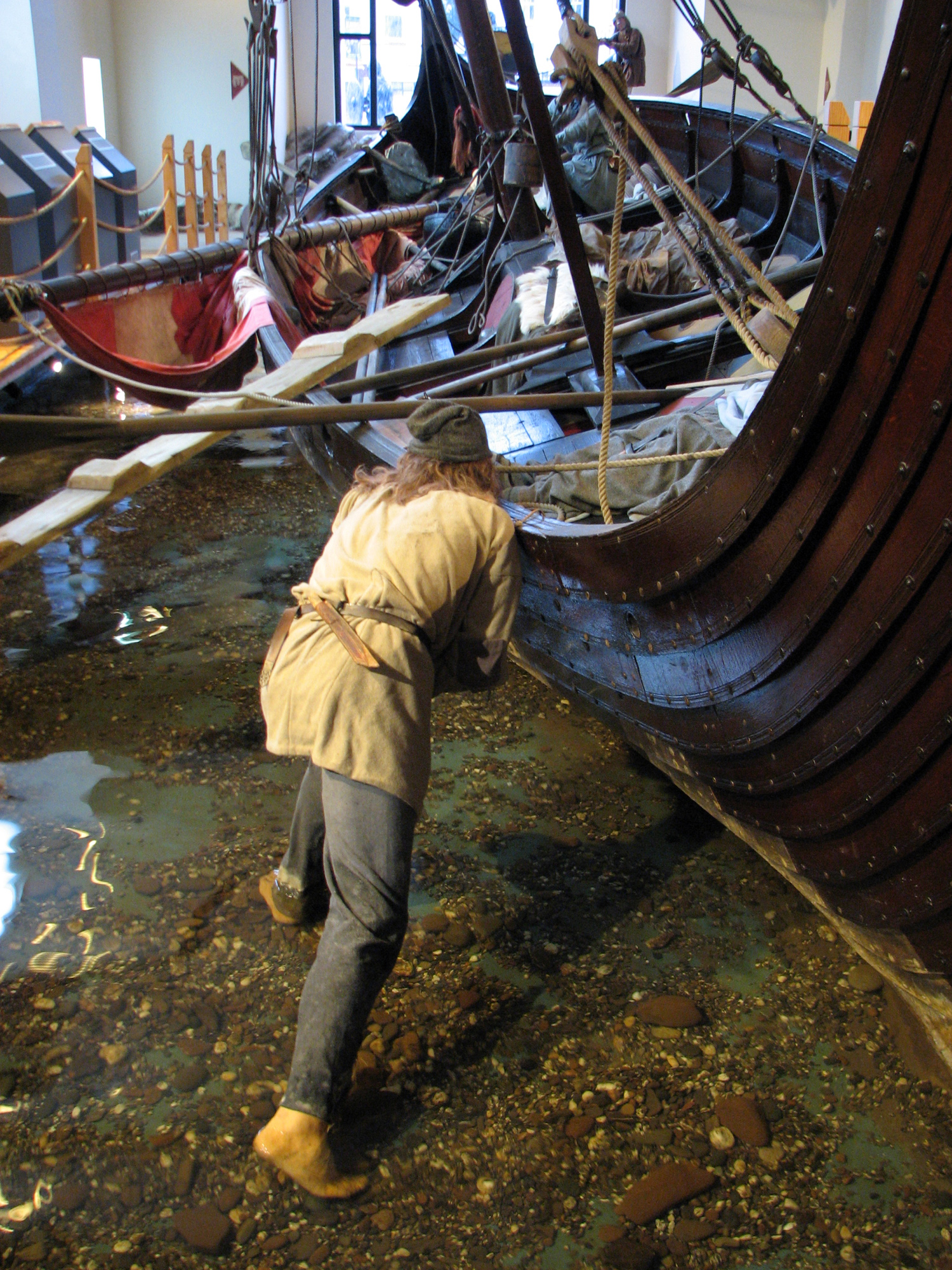
Figura de cera de un hombre vikingo empujando el barco de Gokstad.
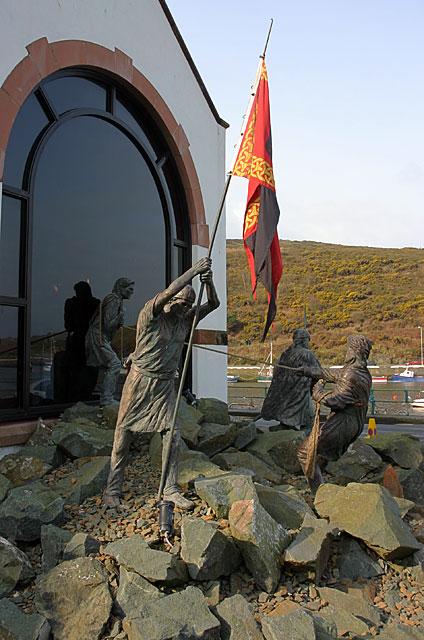
Detalle de la escultura exterior.
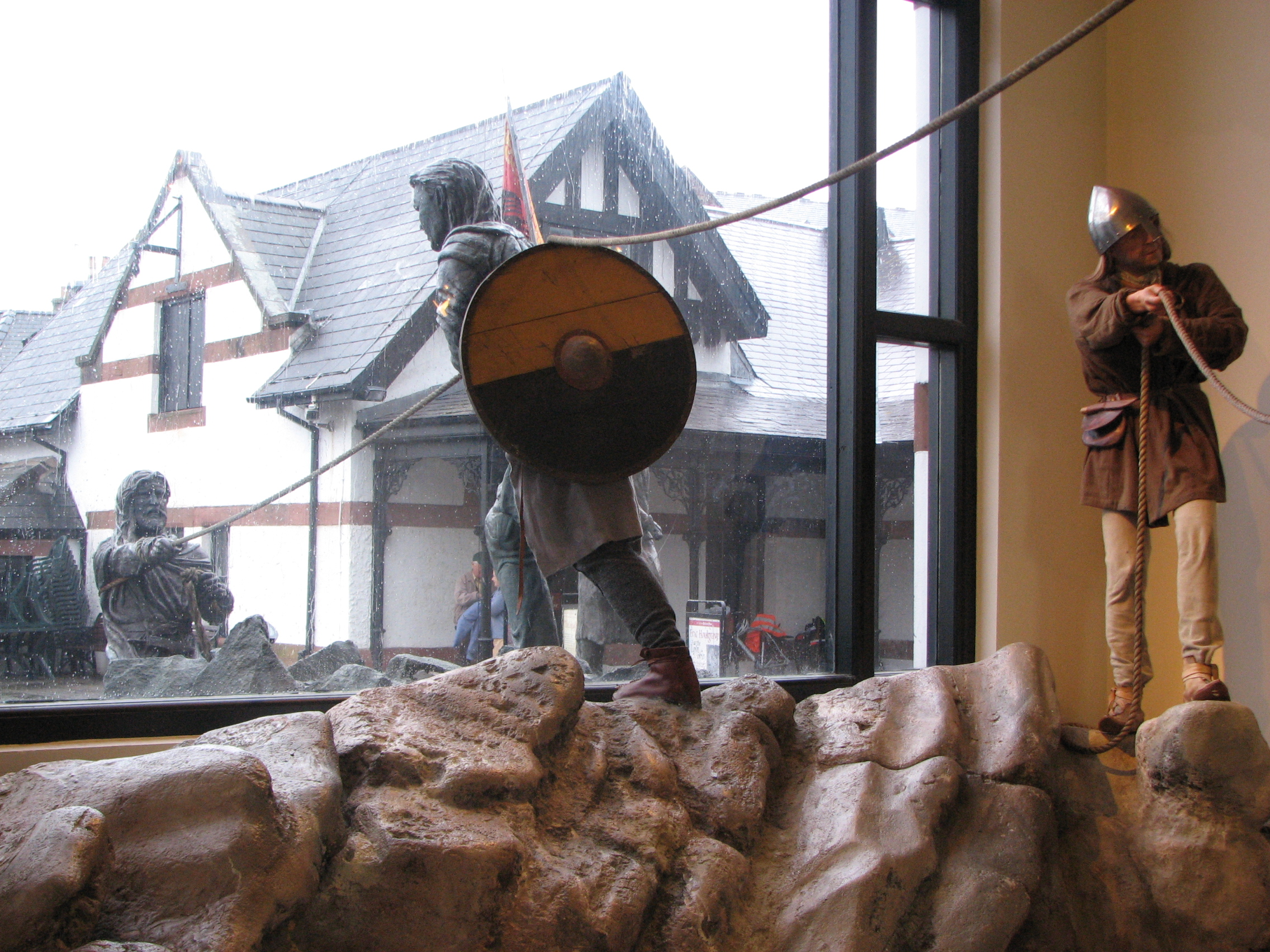
Detalle de la escultura por adentro.
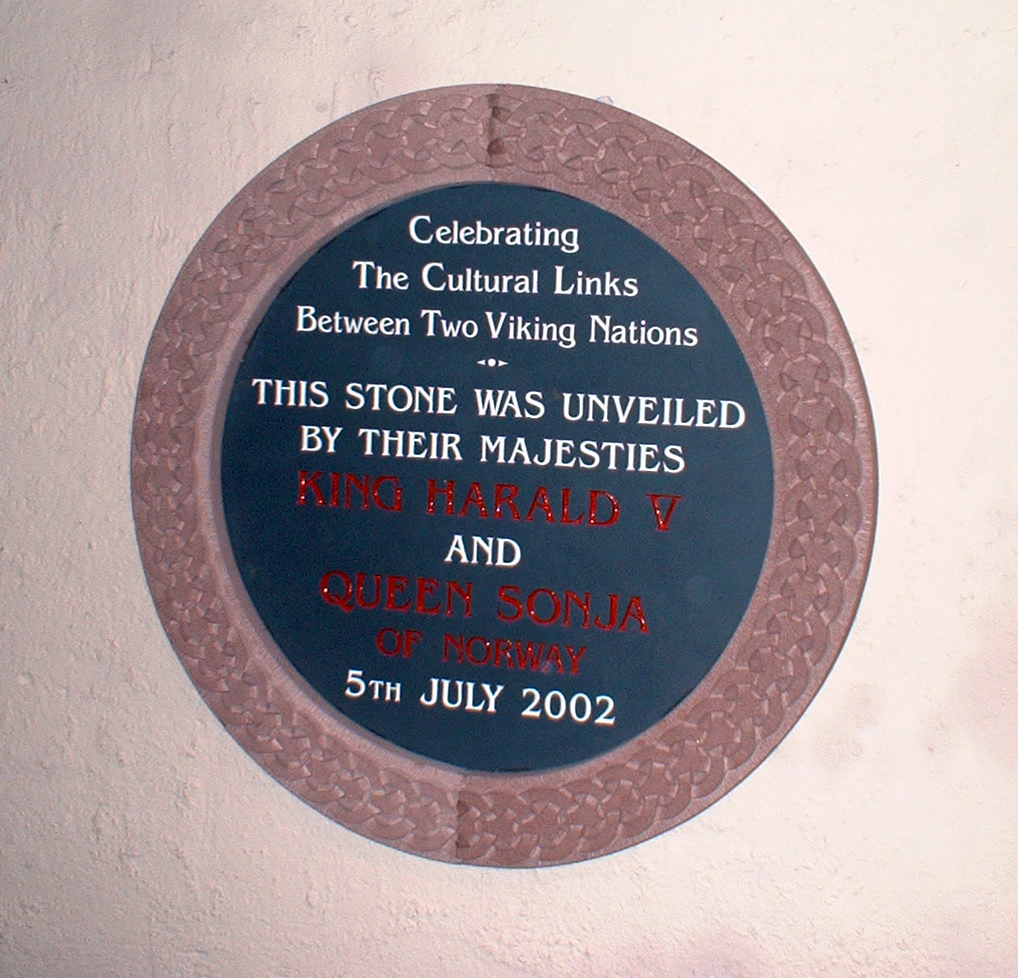
Placa cuya texto se traduce a «Celebrando los lazos culturales entre dos naciones vikingas. Esta piedra fue develada por sus majestades el rey Harald V y la reina Sonja de Noruega, el 5 de julio de 2002».
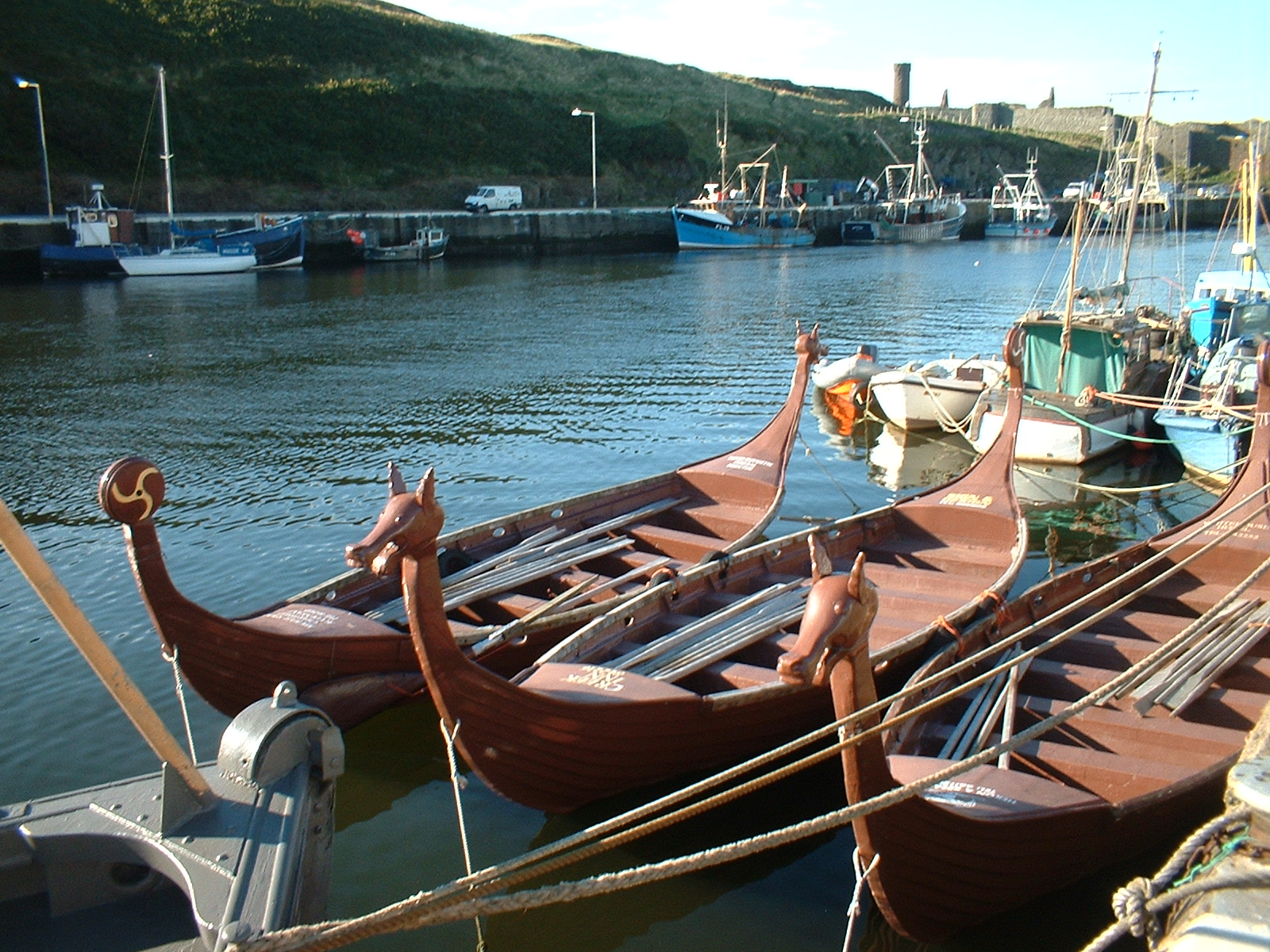
Barcos en el muelle aledaño al museo.
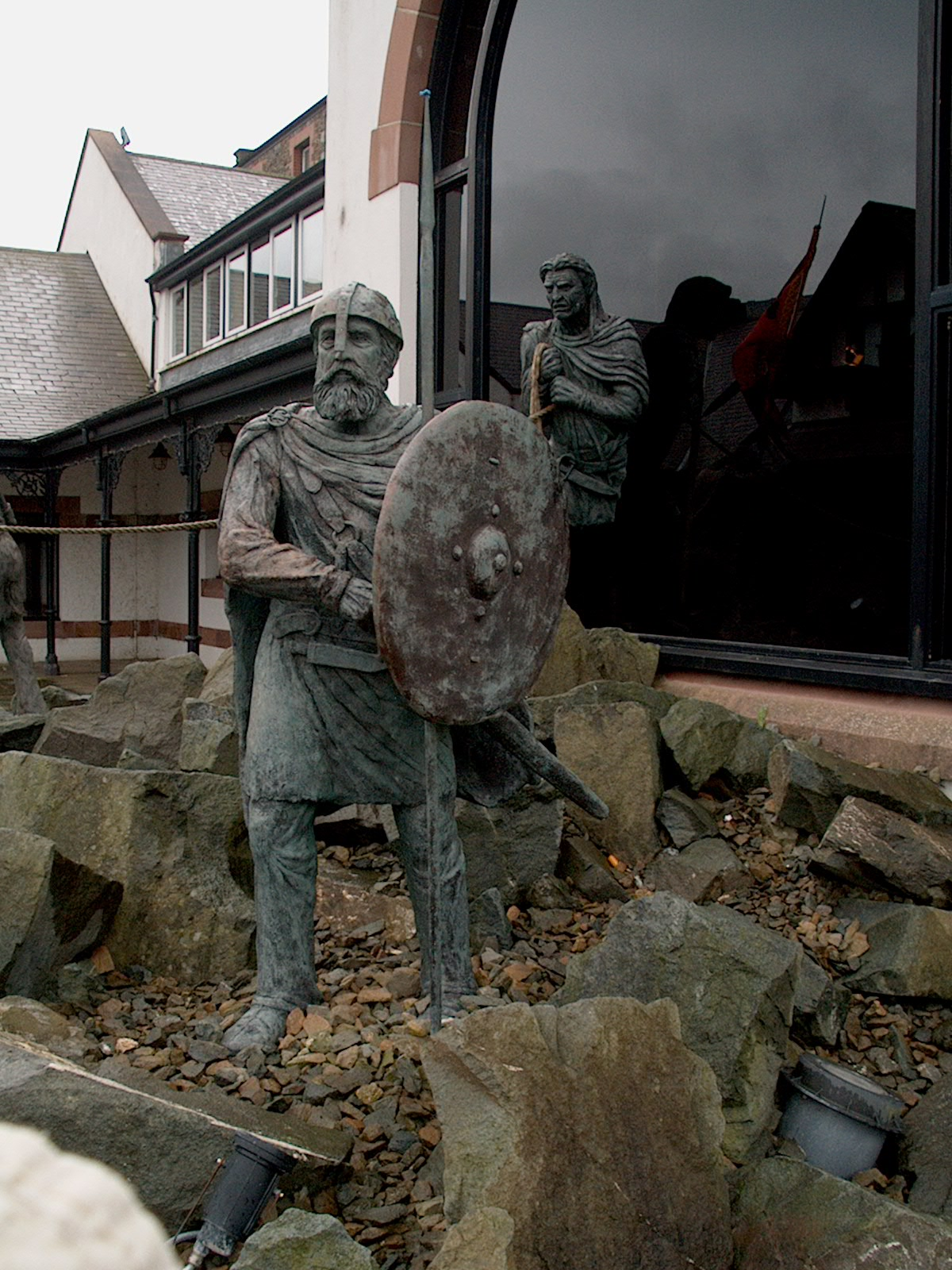
Otro detalle de la escultura de vikingos en el patio exterior.